# 세르게이 타네예프

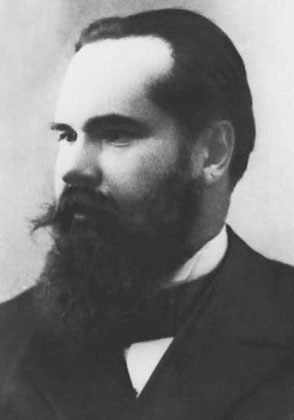
세르게이 타네예프

세르게이 이바노비치 타네예프(러시아어: Сергей Иванович Танеев, 1856년 11월 25일 ~ 1915년 6월 19일)는 러시아의 작곡가이자 명피아니스트였으며, 동시에 이론가·음악교육가로서 19세기 말부터 20세기 초에 걸쳐 러시아 음악 발달에 중요한 역할을 하였다.

## 생애
1856년 11월 25일에 블라디미르에서 태어났고 1915년 6월 19일에 모스크바 근교의 뒤디코보 마을에서 별세하였다. 5세 때부터 피아노를 배워, 1866년 가을 모스크바 음악원에 입학하여 니콜라이 루빈스타인과 차이콥스키에게 배웠다. 차이콥스키와의 친교는 평생 계속되었고, 그 기억은 그의 마음속 깊이 남아 있었다. 1875년에 음악원을 졸업하고, 작곡과 피아노 부문에서 대금(大金)메달을 받았다. 1871년 유명한 바이올리니스트 아우어와 러시아 각지를 연주여행하였고, 1879년 말에는 파리로 가서 프랑스 음악가들과 만났다. 1878년 차이콥스키 음악원을 그만둔 뒤 그 후임으로서 이론교수가 되었고, 1881-1888년까지 피아노 교수도 담당했다. 그리고 1883년에는 상급 작곡반도 담당하였으며, 1885-1888년까지 음악원 원장을 지냈다. 1889-1905년(음악원을 퇴직한 해)까지 다성법(多聲法)과 악식론(樂式論)의 수업만을 계속하였다.

## 작품 세계
옛 작곡가들의 다성형식 연구와 이 형식의 완전한 습득에 의한 대위법, 카논에 관한 뛰어난 분석적 저서를 썼다. 대표 작품으로서는 실내악곡으로 6개의 현악 4중주곡과 2개의 5중주곡(1892-1906), 기타의 곡으로 2개의 칸타타 <요안 다마스킨>(1884)과 <성가를 읽고>(1912-1914)가 있고, 가극으로 <오레스테아>(1887-1894)와 그 서곡(1889) 등이 있다. 그의 문하로부터는 스크랴빈, 라흐마니노프, 코뉴우스, 바시렌코, 카투아르 등의 작곡가가 나왔고, 프로코피예프도 그에게 재능을 인정받아 정규(正規) 이론연구에 들어갔다. 1880년, 유럽여행에서 돌아오자 "유럽 음악의 고전적 시대는 지나, 그것은 공연한 허영이나 매너리즘에 빠져 있으며, 아주 보잘 것 없는 것이 된 듯하다"라고 말하고, 유럽 음악의 고전을 계승하는 것은 오히려 러시아의 작곡가라는 하는 자부심과 자랑을 품게 되었다.